# Martin Chemnitz (1596–1645)
Martin Chemnitz, född 13 maj 1596, död 24 oktober 1645, var en tysk diplomatisk agent. Han var son till Martin Chemnitz (1561–1627) och bror till rikshistoriografen Bogislaus Philipp von Chemnitz.
Chemnitz blev juris utriusque doktor i Rostock 1623, och var staden Hamburgs ombud vid kurfurstedagen i Regensburg 1630, då Gustav II Adolf landsteg i Tyskland. Han anställdes i december 1630 av Gustav Adolf, och användes av denne som agent vid Leipzigkonventet 1631. Efter segern vid Breitenfeld sändes han till Nürnberg, där han var verksam för att vinna protestanterna i den delen av Tyskland och underhöll hemliga förbindelser med protestanter i de katolskt behärskade områdena. Han försökte särskilt bereda väg för en svensk ockupation av Regensburg och fick efter dess erövring 1633 stanna som resident i staden. Sedan Regensburg åter gått förlorat och svenskarna besegrats i slaget vid Nördlingen 1634, gick han i fransk tjänst men gjorde även fortsättningsvis svenskarna stora tjänster genom att påverka trupperna i Wesertrakten till deras förmån under de hotande myterierna 1635-36. Kort därpå råkade han i kejserlig fångenskap och utväxlades först 1641 av svenskarna. Senare kom han på nytt till användning vid de svenska arméerna i Tyskland.